# Mohammad Gharazí
Seyyed Mohammad Gharazí (n. 5 de octubre de 1941, Ispahán) es un ingeniero eléctrico y político iraní, ministro del Petróleo de Irán entre 1981 y 1985 y ministro de Correos, Telégrafos y Teléfonos entre 1985 y 1997. Fue también diputado de Ispahán en la Asamblea de Consulta Islámica en su primera legislatura, entre 1980 y 1984; gobernador. Fue candidato a undécimo presidente de Irán en la elección prevista para el 14 de junio de 2013.

## Biografía
Nacido en Ispahán en 1941, Seyyed Mohammad Gharazí ingresó en 1961 en la facultad técnica de la Universidad de Teherán, donde se graduó en Electrónica. Entre 1967 y 1968 se trasladó a Francia para cursar estudios especializados en transmisión y distribución eléctrica.
En 1971, Gharazí fue detenido junto con otros 68 miembros de la Organización de los Muyahidines del Pueblo de Irán y condenado a un año de cárcel. Gharazí era el único de los detenidos que había estudiado en Occidente y su integración en la organización era débil.
Tras implicarse más en la lucha política en 1974, se convirtió en miembro de la OMPI y en 1976 se exiló en Nayaf (Irak), en torno al ayatolá Jomeini. Desde Irak dirigía junto a Alí Yannatí un grupo armado en Siria. En 1978 acompañó a Jomeiní a Francia.

### Tras laRevolución Islámica
Tras el derrocamiento de la dinastía Pahlaví, Gharazí fue designado brevemente como gobernador de las provincias de Kurdistán y, después, de Juzestán. En 1980 fue elegido diputado de Ispahán en la primera legislatura de la  Asamblea Consultiva Islámica. Al año siguiente fue designado como ministro del Petróleo por el primer ministro Mir Hosein Musaví, hasta que en 1985 fue trasladado al ministerio de Correos, Telégrafos y Teléfonos (después Comunicaciones), del que dimitió tras la elección de Seyyed Mohammad Jatamí en 1997.
Mohammad Gharazí fue uno de los fundadores de la Guardia Revolucionaria y fue uno de los cuatro miembros de su inicial junta de comandancia. El 12 de abril de 1979, Gharazí fue uno de los sepahíes que detuvieron a dos hijos del ayatolá Mahmud Taleqaní, causando su enfado y abandono de Teherán en las primeras semanas de la revolución, además de las protestas del gobierno interino.
En 1984 participó en la fundación del diario conservador Resalat.
En 1999 fue elegido concejal del Consejo Islámico Municipal de Teherán con 192.211 votos sobre 1.480.275, pero dimitió del cargo del que dimitió al año siguiente para concurrir a las elecciones legislativas, sin éxito.
En la actualidad dirige la empresa Moshanir.

#### Elección presidencial de Irán de 2013
Seyed Mohammad Gharazí presentó su candidatura a la elección del undécimo presidente de Irán, prevista para el 14 y 21 de junio de 2013, y su candidatura fue una de las 8 entre 686 aprobadas por el Consejo de Guardianes.